# Comando Militare Esercito "Puglia"
Il Comando Militare Esercito "Puglia" ha sede a Bari, nella storica caserma intitolata al M.O.V.M Cap. Domenico Picca, nativo di Molfetta ed è dipendente dal Comando Forze Operative Sud.

## La missione
Il Comando Militare Esercito “PUGLIA” è l’interfaccia dell’Esercito con le Istituzioni civili, militari e religiose, ovvero, con gli enti e le organizzazioni presenti su tutto il territorio pugliese. In tale veste, detto Comando, ubicato presso la Caserma Picca di Bari, è responsabile delle attività territoriali di tutta la Regione (art. 323 del COM e 1024 del TUOM), queste ultime finalizzate a promuovere il prestigio e l’immagine della Forza Armata, il patrimonio valoriale dell’Esercito, ovvero, la cultura della difesa e sicurezza necessaria a rafforzare anche il sentimento di identità nazionale soprattutto tra i giovani.
Il Comando in parola, che custodisce e gestisce l’attività documentale attraverso l’Ufficio Documentale di Bari ed il Reparto Attività Territoriali di Lecce (Caserma Pico), già Distretti Militari, ha il compito di incentivare il reclutamento e il ricollocamento nel mondo del lavoro dei militari congedati senza demerito, gestire le forze di completamento, espletando, inoltre, le funzioni sia di assistenza alle famiglie dei militari caduti o colpiti da gravi infortuni o malattia e sia di supporto al benessere del personale/delle famiglie dei militari pugliesi.
Il Comando Militare Esercito “PUGLIA” svolge, inoltre, le attività presidiarie volte a massimizzare il legame della Forza Armata con il territorio con riferimento alla pubblica informazione, alle informazioni al pubblico, ai poligoni e alle servitù militari, ai concorsi in tempo di pace alla gestione del patrimonio alloggiativo.

## Storia
Le origini dell’attuale Comando Militare Esercito “PUGLIA”, inteso quale comando territoriale della Forza Armata, con competenze sul territorio della Regione Puglia, risalgono al 1º luglio 1996 (30 giugno 1996), quando fu costituito l’allora Comando Militare Regionale (CMR) “PUGLIA” con sede nella Caserma “Italia” di Bari, alle dipendenze del Comando Regione Militare Meridionale di Napoli. Tale Comando ebbe origini per soppressione del 22º Comando Operativo Territoriale (22° COT) originato, a sua volta, per cambio di denominazione dal 22º Comando Militare di Zona (22° CMZ).
Successivamente nel 1998, il CMR “PUGLIA” fu trasferito, per determinazione dello Stato Maggiore dell’Esercito, nella Caserma “Zappalà” di Lecce e incentrato nel Comando della Scuola di Cavalleria. Il Comando fu riportato nella sede di Bari, presso la Caserma “D. Picca”, a far data dal 1º maggio 2001.
Il 1º ottobre 2001 il CMR “PUGLIA” passò alle dipendenze del Comando Militare Autonomo “Sicilia”.
In data 1º gennaio 2002, l’Ente assunse la denominazione di Comando Reclutamento e Forze di Completamento Regionale (CRFC) “PUGLIA", denominazione che ha mantenuto sino al 30 giugno 2007, sempre alle dipendenze Comando Militare Autonomo “Sicilia” rinominato Comando Reclutamento e Forze di Completamento Interregionale Sud.
Dal 1º luglio 2007, il CRFC “PUGLIA” assunse la denominazione attuale di Comando Militare Esercito (CME) “PUGLIA”, rimanendo inquadrato nel Comando Regione Militare Sud con alle dipendenze il Centro Documentale di Bari e di Lecce.
Successivamente STATESERCITO-PGF ha disposto, a far data 1º dicembre 2014, la soppressione del Centro Documentale di BARI (costituito il 30 giugno 2007 per cambio di denominazione del Distretto Militare Principale di BARI) e dell’Ufficio Affari Generali con l’assorbimento di tali funzioni in due rinominati Uffici: Ufficio Documentale e Ufficio Personale Logistico Alloggi e Servitù Militari (PLASM).
Il 5 luglio 2016 il CME “PUGLIA” è passato alle dipendenze del neo costituito Comando Forze Operative Sud di Napoli.

## Intitolazione della Sede alla M.O.V.M. Domenico PICCA
Motivazione della Medaglia d’Oro al Valor Militare alla memoria
“Durante la campagna ed in numerosi combattimenti, fu costante e fulgido esempio d’ogni più eletta virtù militare, conducendo due volte alla vittoria il battaglione, nel quale aveva saputo infondere la fiducia e dal quale sapeva di poter pretendere ogni sforzo. Sfidando ogni pericolo, si slanciava, alla testa dei suoi, alla conquista di una forte posizione avversaria, facendo numerosi prigionieri. Rimasto ferito da scheggia al viso, non abbandonava il comando,e terminata l’azione, attendeva per venti giorni, con instancabile attività, a rafforzare la posizione ed a preparare l’ulteriore avanzata. Durante la medesima conduceva il battaglione, con la consueta perizia ed il solito ardimento, alla conquista di altre posizioni; ed il giorno successivo, mentre dirigeva i lavori di rafforzamento della nuova linea, colpito in pieno da una granata nemica, dava alla Patria la sua preziosa esistenza”.
Carso, quota 144, 10 ottobre – 2 novembre 1916. PICCA Domenico da Molfetta (Ba)
MOTTO: “Unitum in servitio Apuliae”, pronti ad assicurare il nostro supporto, in sinergia con le Istituzioni civili, militari e religiose, ovvero con gli enti e le organizzazioni presenti su tutto il territorio pugliese.
INFRASTRUTTURE: Caserma "Domenico PICCA", Caserma "PICO", Circolo Unificato Esercito, Area Addestrativa Fesca, Biblioteca Presidiaria (17811 libri dal 1800), Piazzale Alzabandiera, Ingresso Caserma, Sala Museale.